# 畑田康二郎
畑田 康二郎（はただ こうじろう、1979年〈昭和54年〉5月18日 - ）は、日本の元官僚、実業家、経営者。
現在は宇宙輸送ベンチャー企業の将来宇宙輸送システム株式会社創業者・代表取締役。
これまでに経済産業省で政策立案に従事し、退官後は民間企業で障害者・引きこもり支援や宇宙ベンチャー創業に取り組む。

## 経歴
将来宇宙輸送システム株式会社代表取締役、株式会社ispace社外取締役、株式会社アークエッジ・スペース社外取締役。
- 2004年
  - 京都大学大学院エネルギー科学研究科（修士課程）を修了後、経済産業省に入省。エネルギー政策や産業政策などに従事[1]
- 2012年
  - 外務省に出向して、欧州連合日本政府代表部および在ベルギー日本国大使館勤務[1]
- 2015年
  - 内閣府宇宙開発戦略推進事務局に出向し、宇宙活動法の制定、宇宙産業ビジョン2030の策定、宇宙ビジネスアイデアコンテストS-Boosterの創設など民間宇宙ビジネス拡大に貢献[1]。
- 2017年
  - 経済産業省に帰任し、新たなスタートアップ支援プログラムJ-Startupを創設。[1]
- 2018年
  - 経済産業省を退職して株式会社デジタルハーツホールディングスに入社し、サイバーセキュリティ人材発掘・育成プログラムの立ち上げ等に従事し、2019年に株式会社デジタルハーツプラスを設立[1]。
- 2022年5月
  - 将来宇宙輸送システム株式会社を創業し、代表取締役に就任。[1]

## 生い立ち

### 生年・出身
1979年、兵庫県川西市生まれの男３人兄弟の次男。

### 幼少期
昆虫採集・図書館通い・ファミコンに親しむ。

### 中学・高校時代
- 元素周期表やスティーヴン・ホーキングの『ホーキング、宇宙を語る』との出会いを通じて科学への興味を深める。[2]
- 生徒会長として文化祭などを主導。高校でも生徒会長を務め、O157騒動を受けた文化祭で動線工夫などを実現した。[2]

### 大学進学
京都大学工学部物理工学科に入学。エネルギー科学専攻を選択し、2004年に大学院修士課程を修了

### 官僚としての経歴（2004–2018年）
2004年4月、経済産業省に入省。資源エネルギー庁、原子力安全・保安院、産業政策局などに勤務
主な担当業務：
- 発電設備の法令違反監督・再発防止策（2007年）[2]
- ベンチャー企業の失敗事例データベース構築（2008年）[2]
- 資源生産性向上税制導入（2009年）[2]
- 「産業構造ビジョン2010」策定（2010年）[2]
- 自動車リサイクル制度／エコカー補助金政策（2010–12年）[2]
- 東日本大震災時の原子力災害への危機対応（2011年）[2]
- 在ベルギー日本大使館（EU代表部）二等（一等）書記官（2012–15年）[2]
- 内閣府宇宙戦略室にて宇宙基本計画改訂・民間宇宙事業促進（2015–17年）[2]
- ベンチャー支援・産業金融政策担当。「J-Startup」や官民ファンド再編を推進（2017–18年）[2]

### 民間企業・ベンチャー創業期
- 2018年6月
  - 経産省を退職[2]
  - 翌月より株式会社デジタルハーツホールディングスに入社し、引きこもり・障害者支援とサイバーセキュリティ人材育成に注力[2]
- 2019年10月
  - 子会社・デジタルハーツプラスを設立し、代表取締役に就任（2022年4月に代表交代、取締役に） [2]
  - 「サイバーブートキャンプ」により、約200名のキャリアシフト、30名の戦力化を達成[2]

### 宇宙輸送ベンチャー創業
- 2022年1月
  - インキュベイトファンド関係者との会話をきっかけに、有人宇宙輸送の必要性に着目[2]
  - 数ヶ月の検討後、「将来宇宙輸送システム株式会社」を創業し、代表取締役社長に就任[2]

## 人物・理念
- 官僚時代から「公的役割と個人の創意工夫を両立する」を信条とし、利己的ではない協働的なリーダーシップを志向 [2]
- 官民の枠組みを超え、「社会課題を支援しながら事業として成立させる」挑戦的アプローチを貫く [2]